# 陳策 (嘉靖壬辰進士)
陳策（1497年—1535年），字一得，號鳴岡，四川重慶府忠州人，民籍，明朝政治人物。

## 生平
嘉靖七年（1528年）戊子科四川鄉試第五十八名舉人，十一年（1532年）中式壬辰科會試第一百五十二名，三甲第二十七名進士。刑部觀政，授杭州府推官。

## 家族
曾祖陳鑑，贈光祿寺少卿；祖父陳瑞，光祿寺少卿；父陳大韶；母馬氏。具慶下。弟陳箴、陳簧。